# Iglesia monolítica

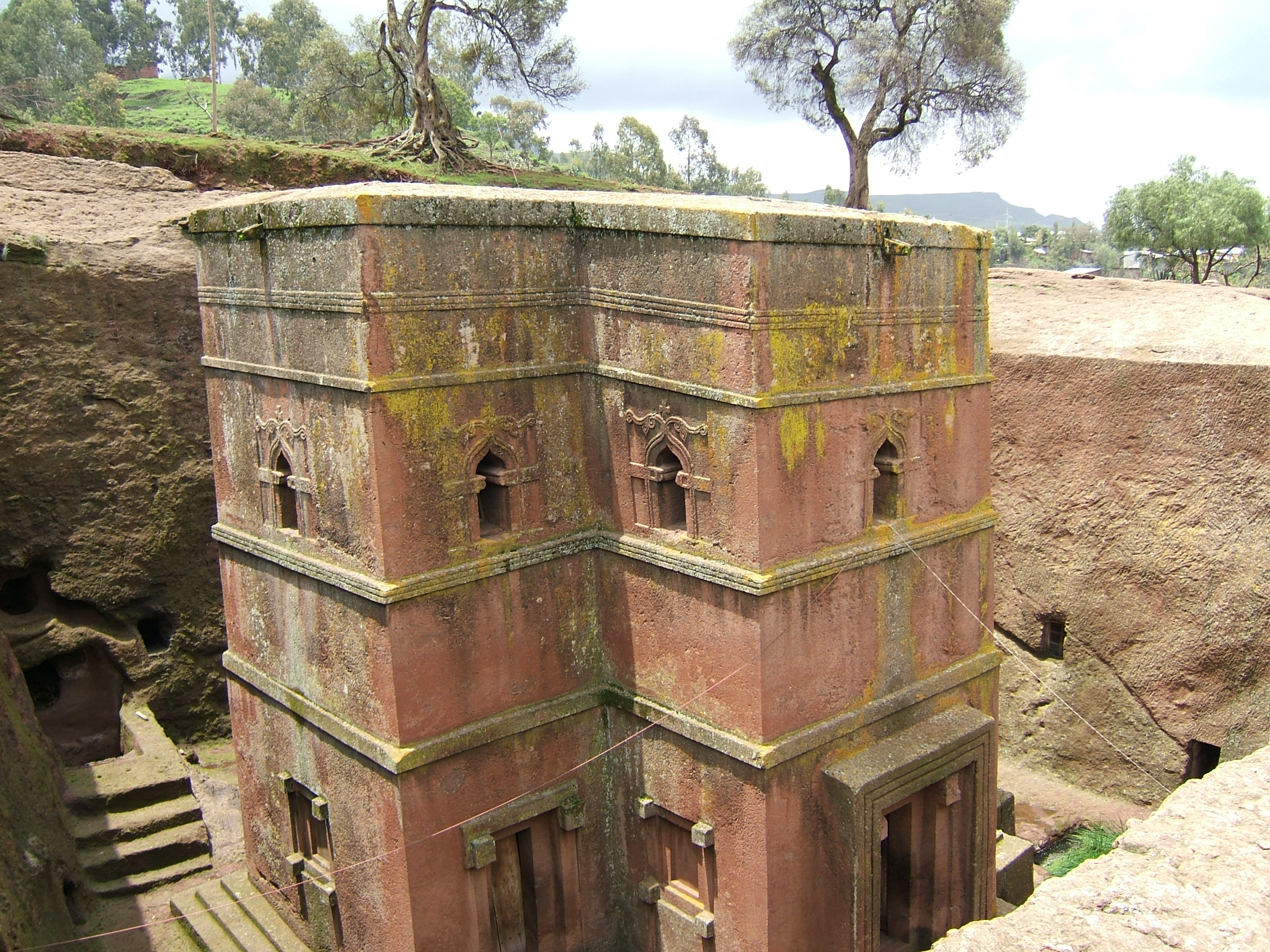
Beta Giyorgis (Iglesia de San Jorge), Lalibela, Etiopía.

Una iglesia monolítica o iglesia rupestre es una iglesia hecha de una sola pieza o bien de un único bloque de piedra. Se trata de una de las formas más básicas de arquitectura monolítica.
Las iglesias normalmente han sido excavadas en el suelo o en la cara de una colina o montaña, y en cuanto a su complejidad constructiva son comparables a las construcciones edificadas.

## Lalibela

Iglesia monolítica de Saint-Émilion.

El término en una primera acepción se refiere al complejo de once iglesias en Lalibela, Etiopía (supuestamente creadas en el siglo XII), de las cuales, la más famosa de ellas es la iglesia de San Jorge (Beta Giyorgis) y tiene la forma de una cruz. La construyó el rey Lalibela, que en su momento fue un devoto cristiano. Esta iglesia rupestre es un centro de investigación para arqueólogos e historiadores que se ocupan de la antigua civilización. Lalibela es uno de los lugares más hermosos declarados Patrimonio de la Humanidad por la Unesco.
Las once iglesias cueva monolíticas del siglo XII, también denominadas 'Nuevo Jerusalén', se sitúan en una región montañosa en el corazón de Etiopía cerca de una aldea tradicional con viviendas en forma circular. Lalibela es un lugar de referencia para la cristiandad etíope, donde aún hoy es un lugar de peregrinación y devoción.
Otras iglesias (aparte de Lalibela) en el norte de Etiopía también fueron excavadas en la roca durante la Dinastía Zagüe, especialmente en la región de Tigray, donde el autor Abba Teweldemedhin Yosief (en su obra Las Iglesias Monolíticas de Tigray -The Monolithic Churches of Tigray-) contabilizó más de 120, tres cuartas partes de estas continúan en uso.

## Otras iglesias

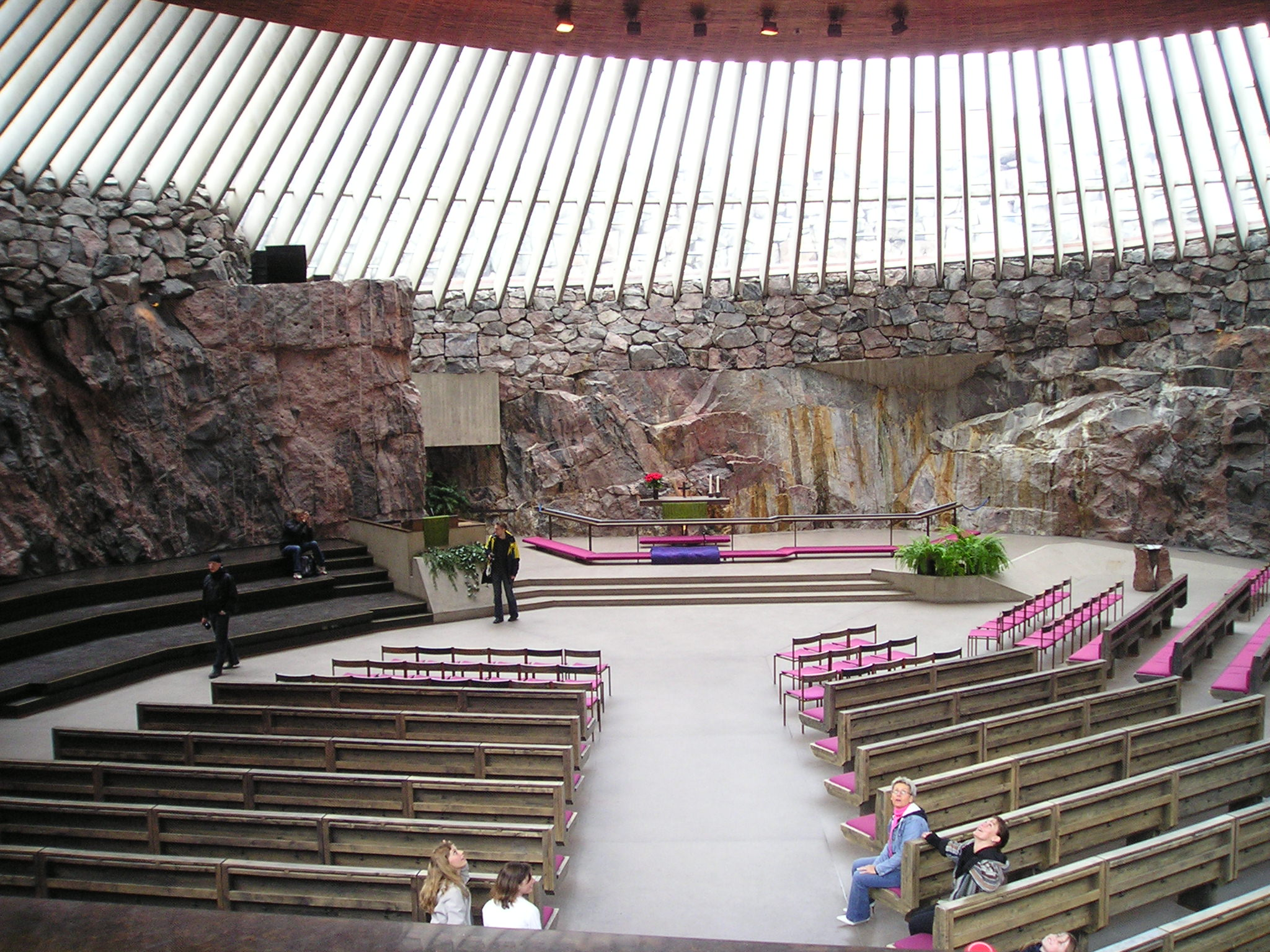
Temppeliaukio, iglesia en Helsinki

Existe un cierto número de iglesias monolíticas en otros lugares del mundo. Sin embargo, ninguna tiene las paredes exteriores exentas como en Lalibela y son más parecidas a los monasterios cueva que consisten en túneles construidos en la roca. Como ejemplos se pueden citar:
- Las Iglesias rupestres de Ivanovo, Bulgaria, cerca de Ruse
- Iglesia en Aubeterre-sur-Dronne, Francia.
- Iglesias rupestres de Valderredible en Cantabria, España.
- Iglesia en Saint-Émilion, Francia
- Iglesia de Temppeliaukio en Helsinki, Finlandia.
- Las iglesias rocosas en Capadocia, Turquía, cuyo número supera el millar y muchas de ellas tienen extraordinarios ejemplos de pinturas murales bizantinas representando tanto el clasicismo académico del arte bizantino como el estilo popular arcaico.